# Noah Kiplagat Serem
Noah Kiplagat Serem (* 1976) ist ein kenianischer Marathonläufer.
2004 wurde er Zweiter beim Ferrara-Marathon, 2005 siegte er beim Sevilla-Marathon, und 2006 wurde er Fünfter beim Enschede-Marathon und Vierter beim Reims-Marathon.
2007 wurde er Dritter bei der Maratona d’Europa und gewann die Maratona d’Italia. Jeweils Zweiter wurde er beim Brescia-Marathon 2008 und im Jahr darauf bei der Maratona di Sant’Antonio. Als Dritter des Dublin-Marathons 2009 erzielte er mit 2:11:14 h seine persönliche Bestzeit.
Noah Kiplagat Serem stammt aus Kapsabet und wird von Claudio Berardelli trainiert.